# 極速首爾
《極速首爾》（：／），為2022年8月26日全球上線的Netflix原創韓國犯罪喜劇動作片，由《朝韓夢之隊》的導演文鉉誠執導，劉亞仁、高庚杓、李奎炯、朴柱炫、邕聖祐主演。 

## 劇情
以1988年首爾奧運會開幕式為背景，面對全世界都為之瘋狂的奧運會，首爾的氛圍也變得沸騰。「上溪洞至尊隊」進行著VIP祕密資金調查，在趁熱追擊隱藏的秘密資金的作戰中，投入了擁有超強駕駛實力的新人車手，展現了火熱的急速追擊。

## 演員

### 主演
| 演員   | 角色   | 介紹                                                                                             |
| ------ | ------ | ------------------------------------------------------------------------------------------------ |
| 劉亞仁 | 朴動昱 | 「上溪洞至尊隊」主車手，引領著團隊的主要人物。                                                   |
| 高庚杓 | 吳宇森 | 「上溪洞至尊隊」成員，DJ。                                                                       |
| 李奎炯 | 福南   | 「上溪洞至尊隊」導航員，對首爾道路暸若執掌的人肉地圖。                                           |
| 朴柱炫 | 朴允熙 | 「上溪洞至尊隊」成員、朴動昱的妹妹，首爾最大的重機同好會會長，擅長變裝。                         |
| 邕聖祐 | 俊基   | 「上溪洞至尊隊」機械師，擁有強大的改裝能力，在團隊中年齡最小，對朴動昱來說就像是親弟弟般的存在。 |

### 助演
| 演員   | 角色          | 介紹 |
| ------ | ------------- | --- |
| 文素利 | 姜仁淑        | 韓國高利貸市場的實際掌權人，人稱「地下經濟總統」。「將軍」的左右手，也是將軍與政商界大佬們之間的白手套。影射全斗煥總統的親戚、金融詐騙者張玲子。 |
| 金成均 | 李顯均        | 韓國陸軍出身，退伍後成為姜仁淑的副手，負責搬運秘密資金與洗黑錢，明面上的職稱是室長。                                                             |
| 吳正世 | 安平昱        | 邀請「上溪洞至尊隊」追捕地下行賄基金並進行非官方調查的檢察官。後因行動暴露，遭李顯均殺害。                                                       |
| 鄭雄仁 |               | 提供「上溪洞至尊隊」情報的部長級檢察官。原本不想被捲入安平昱的行動，但是在安平昱被殺後改變了態度。                                               |
| 宋旻浩 | 刀魚 （熙英） | 與朴動昱等人住在同一個街區的鄰居，性格冲动的他總是想和朴動昱一決高下。                                                                           |

### 其他人物
| 演員   | 角色   | 介紹                                                                   |
| ------ | ------ | ---------------------------------------------------------------------- |
| 朴奎善 | 秀亨   | 刀魚的跟班。                                                           |
| 春植   | 圭亨   | 刀魚的跟班。                                                           |
| 金彩恩 | 金潤才 | 姜仁淑的秘書。                                                         |
| 金美花 |        | 刀魚的媽媽。                                                           |
| 白鉉真 |        | 韓國地下社會的最高領袖，被稱為「將軍」。形象影射前大韓民國總統全斗煥。 |

### 特別出演
| 演員   | 角色 | 介紹         |
| ------ | ---- | ------------ |
| 尹敬浩 |      | 加油站所長。 |
| 李世榮 |      | 劇場職員。   |

## 原聲帶
- 서울대작전 OST（發行日期：2022年8月26日）

| 曲序 | 曲目    | 演唱                  | 时长 |
| ---- | ------- | --------------------- | ---- |
| 1.   | CITY+++ | 宋旻浩（feat. Gaeko） | 2:57 |

## 製作
- 2021年6月，宣佈劉亞仁、高庚杓、李奎炯、朴柱炫、邕聖祐、文素利加入演員陣容[4]。
- 2021年8月14日開拍，2022年2月7日殺青。[5][6]
- 8月15日，三名工作人員感染確診COVID-19，導致拍攝中斷。隨著其他人員的檢測結果均為陰性，拍攝於8月22日左右重啟。[7]
- 11月30日，演員高庚杓感染確診COVID-19，拍攝中斷；12月9日傳出痊癒的消息開始恢復拍攝。[8][9]

## 評價
令人遺憾的劇本和漏洞百出的拍攝引起了韓國網民的公憤，在各種電影評分網站出現了集體打低分的現象。這樣團隊電影中登場人物的角色和個性應該更明確，人物之間的默契也應該更突出才是，但是導演未能呈現各個角色的確切作用，也沒有展現出他們的魅力，因此很多觀眾對未能突出角色之間的關係感到遺憾。
雖然電影想呈現愉快的高速賽車場面，但有觀眾評價認為，搞笑場面的搞笑元素很幼稚，應該是要緊張進行的車輛追擊場面也因為頻繁的慢鏡頭效果剪輯失去了速度感。雖然有人很高興看到片中用CG效果重現了80年代末的首爾，但也有人認為效果粗糙低劣，妨礙了電影的觀賞。
這是一部希望呈現80年代復古感性的電影，但實際結果卻過於強調嘻哈，所以有很多人認為這是一部過度表現的土裡土氣的電影。比起賽車電影、犯罪電影，把這部電影當作是無趣地諷刺全斗煥和第五共和國的黑色喜劇來觀賞的話會比較自在。總體反饋好壞參半，有人認為不較真的話電影很有趣，同時也有很多苛刻的評價。
從網友的歷史考證來看，片中諸多設定和當時的現實是不符合的，諸如主人公的車牌、地圖界線中的廣津區、南首爾機場、汽車中心所展示的現代賽車、使用的貝瑞塔92手槍等等，所以將此片當作以1988年為背景的替代歷史電影來觀賞會比較輕鬆。韓國在1988年從未發生過類似的事件，從與現實略有區別的場所、地區名稱來看，製作組似乎一開始就有意設定為平行世界片，從這一角度開看，網友的考證便可忽略。

## 外部鏈接
- 在Netflix上觀看《極速首爾》
- NAVER上《極速首爾》的資料
- Daum上《極速首爾》的資料

- 韩国电影数据库（KMDb）上《極速首爾》的資料
- 互联网电影数据库（IMDb）上《極速首爾》的资料（英文）